# Uyo
Uyo est la capitale de l'État d'Akwa Ibom, au Nigeria.
La ville comprend un gratte-ciel, la Dakkada Tower haute de 109 m .

## Histoire
Le 10 décembre 2016, l'effondrement d'une église cause au moins 160 morts